# 補正
| ウィキペディアには「補正」という見出しの百科事典記事はありません（タイトルに「補正」を含むページの一覧/「補正」で始まるページの一覧）。 代わりにウィクショナリーのページ「補正」が役に立つかもしれません。 |